# Pfraunfeld

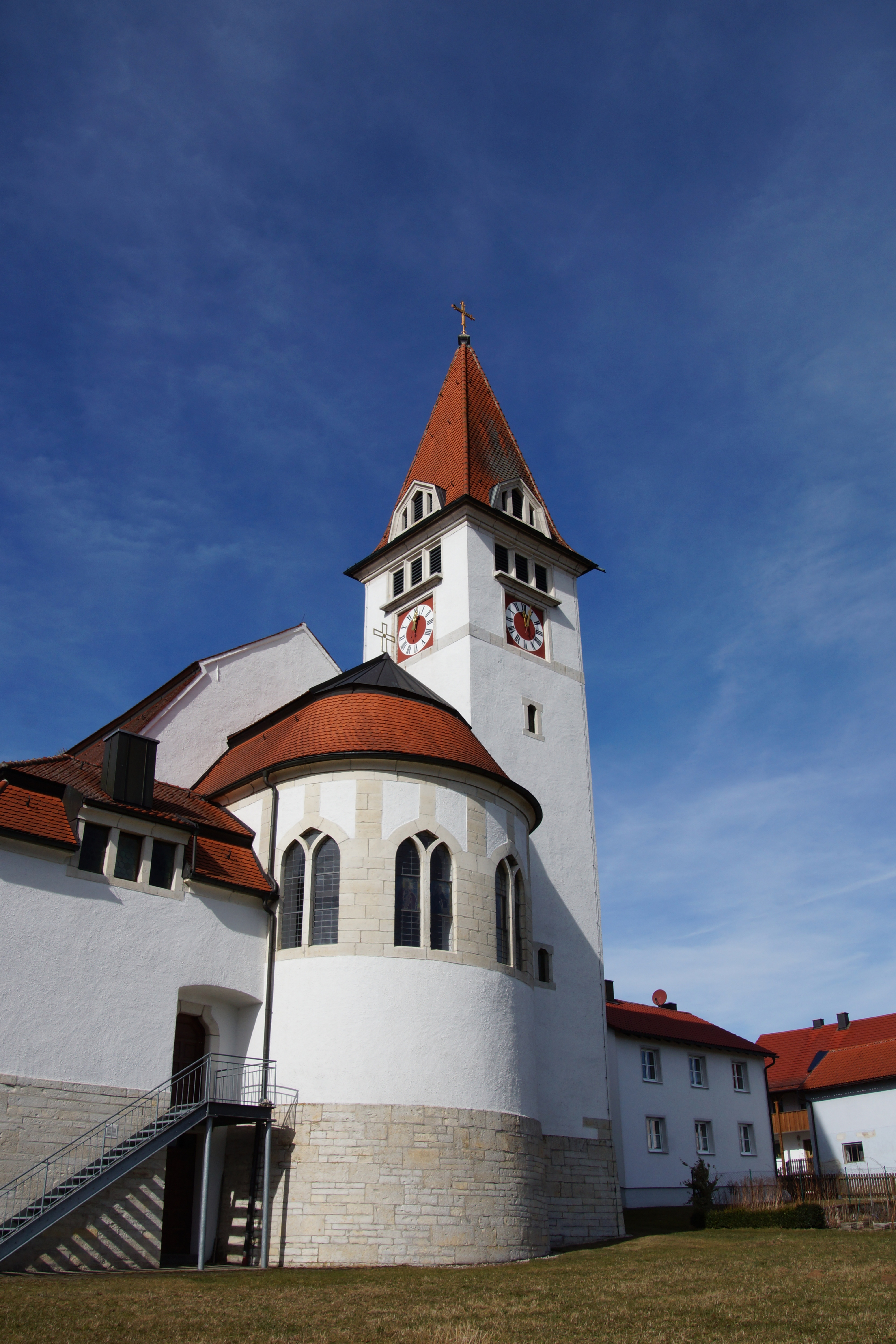
Kirche St. Nikolaus – Pfraunfeld

Pfraunfeld ist ein Gemeindeteil der Gemeinde Burgsalach im Landkreis Weißenburg-Gunzenhausen (Mittelfranken, Bayern). Die Gemarkung Pfraunfeld hat eine Fläche von 5,102 km². Sie ist in 488 Flurstücke aufgeteilt, die eine durchschnittliche Flurstücksfläche von 10454,90 m² haben.

## Geographie, Verkehr
Das Pfarrdorf liegt, umgeben von Feldern und Wiesen, in der Südlichen Frankenalb auf dem Jura, etwa 3 Kilometer von Burgsalach entfernt. 800 Meter westlich fließt die Anlauter vorbei, in die der am Ortsrand entspringende Aschbach mündet. Die nächste größere Stadt ist das 9 Kilometer westlich gelegene Weißenburg. Südlich des Ortes liegt ein Gewerbegebiet, das hauptsächlich von einem großen Recyclingbetrieb eingenommen wird. Die von Oberhochstatt nach Bergen verlaufende Kreisstraße WUG 13 und einige Gemeindeverbindungsstraßen führen in die umliegenden Ortschaften.

## Geschichte
Erste geschichtliche Daten stammen von einem Wicpert von Pfrumveld, der 1179 ein Gut in Höbing nach Berchtesgaden verschenkte. Im Dreißigjährigen Krieg wurde der Ort bis auf die Kirche vollständig zerstört. Von 1693 bis 1863 fand Erzabbau statt. Dieses Bohnerz wurde in Obereichstätt verhüttet. Der Eingang zur früheren Erzgrube ist heute noch erkennbar. 1910 wurde von den Bürgern neben der abgetragenen Vorgängerkirche im Friedhof die neue Katholische Pfarrkirche St. Nikolaus errichtet. Die Deckenfresken im Langhaus: Glorie des Nikolaus mit Maria, Josef, Aposteln und Trinität gemalt 1940 vom Münchner Kunstmaler Josef Wittmann. Ebenso die Fresken auf der Emporbrüstung Franziskus, Cäcilia, Elisabeth von Thüringen von Josef Wittmann, die Entwürfe zu diesen Fresken sind im Diözesanmuseum Regensburg erhalten. Am 1. Mai 1978 schloss sich Pfraunfeld im Zuge der Gemeindegebietsreform freiwillig der Gemeinde Burgsalach an.